# تهمینه میلانی
تهمینه میلانی (زاده ۱۵ شهریور ۱۳۳۹) کارگردان، فیلمنامه‌نویس، تهیه‌کننده فیلم، منتقد و معمار ایرانی است که در زمینه‌های منشی‌گری صحنه و طراحی صحنه و لباس نیز فعالیت کرده است.

## زندگی
تهمینه میلانی در سال ۱۳۳۹ در خیابان بهشتی (منصور) شهر تبریز به دنیا آمد. در دوران دبیرستان به تهران نقل مکان کرد و در دبیرستان‌های شرف و مرجان به ادامه تحصیل پرداخت. بسیار جوان بود که به عنوان اولین تجربه سینمائی به عنوان منشی صحنه فیلم خط قرمز برگزیده شد. در کنار کار در کارگاه آزاد فیلم به ادامه تحصیل پرداخت. او که به آرامی به کار در سینما آشنا می‌گردید شروع به نوشتن فیلمنامه (اگر فردا بیاید، دوستت دارم مادر، عشق و مرگ و …) و کار در دیگر فیلم‌ها (ای ایران، جهیزیه‌ای برای رباب، دل نمک و …) کرد. از وی چندین نقد سینمایی در ماهنامه فیلم منتشر شده است. اولین نقد او بر فیلم مادیان در اسفند ۱۳۶۵ در شماره ۴۷ ماهنامه فیلم منتشر شده است.
اولین فیلم او بچه‌های طلاق در سال ۱۳۶۸ جایزه بهترین فیلم اول را در جشنواره فجر برد و جایزه نقدی آن به او کمک کرد که مجدداً به همراه رضا بانکی و مهدی احمدی فیلم افسانه آه را بسازد. پس از شکست تجاری این فیلم، فیلم کمدی دیگه چه خبر با بازی ماهایا پطروسیان را ساخت که بسیار پرفروش شد.
در سال ۱۳۷۶ و با ایجاد فضای باز سیاسی پس از انتخابات دوم خرداد ریاست جمهوری، میلانی فیلم دو زن را ساخت. به خاطر ساخت این فیلم، میلانی جایزه بهترین فیلمنامه جشنواره فیلم فجر را برد و نامزد جایزه بهترین کارگردانی از همین جشنواره شد. میلانی پس از موفقیت فیلم «دو زن» فیلم‌های نیمه پنهان و واکنش پنجم را هر سه با بازی نیکی کریمی ساخت. میلانی به خاطر ساخت این سه فیلم با واکنش‌های شدیداللحنی روبرو شد. در سال ۱۳۷۹ پس از به نمایش درآمدن فیلم نیمه پنهان دستگیر شد. روزنامه‌ها ۴ جرم «اقدام علیه امنیت ملی، محاربه با خدا، همکاری با گروه‌های معاند و تشویش اذهان عمومی از طریق آثار هنری» را اتهامات وی اعلام کرده بودند اما خود او می‌گوید که هیچگاه تفهیم اتهام نشد. وی ۴ روز در انفرادی و ۴ روز در بند عمومی زندان اوین به سر برد و با دخترانی آشنا شد که بعدها زندگی آن‌ها را در فیلمی به نام «تسویه حساب» به تصویر کشید. میلانی پس از ۸ روز به دستور رهبر جمهوری اسلامی علی خامنه‌ای و رئیس‌جمهور محمد خاتمی از زندان آزاد شد و ۵ سال بعد تبرئه شد.
پس از فیلم‌های سه‌گانه میلانی با بازی نیکی کریمی، فیلم زن زیادی با بازی مریلا زارعی در سال ۱۳۸۳ به نمایش درآمد. این فیلم هم در ادامه حال و هوای فیلم‌های اخیر میلانی بود با واکنش سرد منتقدان مواجه شد اما به فروش خوبی دست پیدا کرد. در سال ۱۳۸۴ بر اساس کتاب «شفای کودک درون» اثر لوچیا کاپاکیونه فیلم آتش‌بس با بازی مهناز افشار و محمدرضا گلزار را ساخت. این فیلم که به بخش مسابقه سینمای ایران در جشنواره فیلم فجر راه نیافت، در سال ۱۳۸۵ اکران شد و رکورد فروش صد میلیون تومان در هفته اول را به جای گذاشت. پس از ساخت و اکران فیلم «آتش‌بس»، لوچیا کاپاکیونه، نویسنده کتاب «شفای کودک درون» با ارسال نامه‌ای به میلانی از او تشکر و قدردانی کرد.∗

## فیلم‌شناسی
| سال  | نام فیلم             | کارگردان       | فیلم‌نامه‌نویس | تهیه‌کننده |
| ---- | -------------------- | -------------- | ------------ | --------- |
| ۱۳۹۵ | ملی و راه‌های نرفته‌اش | آری            | آری          |           |
| ۱۳۹۲ | آتش‌بس ۲              | آری            | آری          |           |
| ۱۳۸۹ | یکی از ما دو نفر     | آری            | آری          |           |
| ۱۳۸۷ | سوپر استار           | آری            | آری          |           |
| ۱۳۸۶ | تسویه حساب           | آری            | آری          |           |
| ۱۳۸۴ | آتش‌بس                | آری            | آری          |           |
| ۱۳۸۳ | زن زیادی             | آری            | آری          |           |
| ۱۳۸۱ | واکنش پنجم           | آری            |              |           |
| ۱۳۸۰ | بمانی                | داریوش مهرجویی |              | آری       |
| ۱۳۷۹ | خاکستری              | مهرداد میرفلاح | آری          |           |
| ۱۳۷۹ | شب‌های تهران          | داریوش فرهنگ   | آری          |           |
| ۱۳۷۹ | نیمه پنهان           | آری            | آری          | آری       |
| ۱۳۷۷ | دو زن                | آری            | آری          |           |
| ۱۳۷۳ | کاکادو               | آری            | آری          |           |
| ۱۳۷۰ | دیگه چه خبر؟!        | آری            | آری          | آری       |
| ۱۳۶۹ | عشق و مرگ            | محمدرضا اعلامی | آری          |           |
| ۱۳۶۹ | افسانه آه            | آری            | آری          | آری       |
| ۱۳۶۸ | بچه‌های طلاق          | آری            | آری          |           |

طراح صحنه و لباس
1. ۱۳۷۳ کاکادو
2. ۱۳۶۸ بچه‌های طلاق

منشی صحنه
1. ۱۳۶۲ پیک جنگل (حسن هدایت)
2. ۱۳۶۰ خط قرمز (مسعود کیمیایی)

## جوایز و افتخارات

### جشنواره‌های داخلی
- ۱۳۸۷ - نامزد دریافت جوایز سیمرغ بلورین بهترین کارگردانی و بهترین فیلمنامه از بیست و هفتمین دوره جشنواره فیلم فجر برای کارگردانی و نویسندگی سوپر استار
- ۱۳۸۱ - نخل طلایی بهترین کارگردانی از جشنواره فیلم آبادان برای واکنش پنجم
- ۱۳۸۰ - جایزه بهترین فیلم، بهترین فیلمنامه و بهترین کارگردانی از جشنواره بین‌المللی فیلم آرپا برای نیمه پنهان
- ۱۳۷۷ - سیمرغ بلورین بهترین فیلم از هفدهمین جشنواره فیلم فجر برای کارگردانی دو زن
- ۱۳۷۷ - سیمرغ بلورین بهترین فیلمنامه از هفدهمین جشنواره فیلم فجر برای نویسندگی دو زن[۴]
- ۱۳۶۸ - سیمرغ بلورین بهترین فیلم از هشتمین دوره جشنواره فیلم فجر برای کارگردانی بچه‌های طلاق

### جشنواره‌های خارجی
- ۲۰۰۹ - جایزه فیلم منتخب تماشاگران از جشنواره بین‌المللی فیلم داکا برای سوپر استار
- ۲۰۰۶ - برنده ۳ جایزه بهترین کارگردان، بهترین فیلم و بهترین فیلمنامه از جشنواره فیلم آسیا پاسیفیک برای کارگردانی و نویسندگی زن زیادی
- ۲۰۰۵ - بهترین فیلم جشنواره فیلم لس آنجلس برای کارگردانی زن زیادی
- ۲۰۰۳ - جایزه بزرگ جشنواره بین‌المللی فیلم ژنو برای کارگردانی واکنش پنجم
- ۲۰۰۳ - جایزه بهترین فیلمنامه از بیست و هفتمین جشنواره بین‌المللی فیلم قاهره برای نویسندگی واکنش پنجم
- ۲۰۰۱ - جایزه بهترین دستاورد هنری از جشنواره بین‌المللی فیلم قاهره برای نیمه پنهان
- ۲۰۰۱ - جایزه بهترین فیلمنامه از جشنواره فیلم آسیا پاسیفیک برای نویسندگی نیمه پنهان
- ۱۹۹۹ - جایزه بهترین کارگردانی از جشنواره بین‌المللی فیلم لس آنجلس برای دو زن

## حاشیه‌ها
در روز شنبه ۹ مردادماه ۸۹ (۳۱ ژوئیه ۲۰۱۰) در سالن گیبسون آمفی‌تئاتر شهر لس‌آنجلس، از بهروز وثوقی بازیگر مشهور سینمای پیش از انقلاب ایران تجلیل شد که عکس حضور تهمینه میلانی روی فرش قرمز این مراسم منتشر شده است.
در دی‌ماه ۱۳۹۳ دادسرای فرهنگ و رسانه در تهران میلانی را با عنوان تبلیغ علیه نظام در متن فیلمنامهٔ شهرزاد زن هزار و یک شب احضار کرد. به گفتهٔ میلانی، کتاب فیلمنامهٔ شهرزاد زن هزار و یک شب با مجوز وزارت فرهنگ و ارشاد اسلامی در تابستان ۱۳۹۳ منتشر شده بوده است.
در اسفند ۱۳۸۴ دادگاه تهمینه میلانی را به اتهام سرقت ادبی از مهرنوش خرسند محکوم کرد. مهرنوش خرسند فیلمنامه‌نویس نسخه‌ای از فیلمنامهٔ خود را با عنوان «بن‌بست» در اواخر سال ۱۳۷۸ به میلانی تحویل داده‌بود و میلانی از روی آن فیلمی به نام «واکنش پنجم» ساخته‌بود. دادگاه میلانی را به دلیل استفادهٔ غیرمجاز از فیلمنامه مقصر شناخت.
در شهریور ۱۳۹۷ نمایشگاه نقاشی میلانی با عنوان «فیلم‌هایی که نساختم» به دلیل تشابه میان تعدادی از آثار وی با آثار هنرمندی به نام جنی میلیهوف مقیم کشور اسرائیل، حاشیه ساز شد. این نمایشگاه در تاریخ ۱۸ شهریور ۱۳۹۷ به‌طور موقت متوقف شد. پس از فراگیر شدن اعتراضات جنی میلیهوف نسبت توقف این نمایشگاه در پروفایل اینستاگرامش واکنش نشان داد.
در اردیبهشت ۱۳۹۸، نیز نقاشی‌های میلانی جنجالی شد. گرچه وی بار دیگر نمایشگاه نقاشی‌های شخصی اش را، هرچند در سکوت خبری، در گالری آریانا برگزار کرد. این نمایشگاه او بیش از سه روز دوام نیاورد و با نشر خبر تشابه بیش از شش نقاشی او با آثار هنرمندان خارجی در شبکه‌های مجازی، در تاریخ ۱۰ اردیبهشت توسط وزارت ارشاد تعطیل شد.

## یادداشت
1. ^  به نقل از سینمای ما
2. ^  به نقل از خبرگزاری میراث فرهنگی